# Zone industrielle de Ngaoundéré
La zone industrielle de Ngaoundéré en abrégé ZINGA est un territoire de la ville de Ngaoundéré où sont implantées plusieurs industries et sociétés d'essences, de fonderie, de transports, de transit, de logistique, de commerce, de distribution, d’agroalimentaire, et de pétrole. Elle est située dans le plateau de l’Adamaoua, chef-lieu de la Région de l’Adamaoua.

## Description
Plus de 22 entreprises sont installés en son sein pour un taux de viabilisation de 80%. La zone facilite les échanges entre le Cameroun, le Tchad et la RCA. Située au nord de la ville, la Zone industrielle est séparée de l'aéroport par la Route nationale 1.

## Gestion
| \| 500 km1:18 610 000 \| Yaoundé (114 ha) Bassa(150 ha) Ngaoundéré (115 ha) Djamboutou (90 ha) Bamenda (44 ha) Ombé (17 ha) Koumé (105 ha) Mandjou (120 ha) Bonabéri (192 ha) Bafoussam (28 ha) Kribi (3000 ha) Yassa (400 ha) Dibombari (300 ha) Nomayos (201 ha) Meyomessala (100 ha) |
| 500 km1:18 610 000 |

| 500 km1:18 610 000 |

| Zones industrielles existantes |
| Zones industrielles en projet  |
| (192 ha) Taille (en hectares)  |

La gestion de la zone industrielle de Ngaoundéré est assurée par la Mission de développement et d’aménagement des zones industrielles (Magzi) sous-tutelle du Ministère des Mines, de l’Industrie et du Développement Technologique.

## Transports
Elle est une zone transit en matière de logistique et transport. Elle dessert les voies terrestres, ferroviaires et aériennes.